# Llei Celaá
La llei Orgànica de Modificació de la LOE (LOMLOE; Llei orgànica 3/2020, de 29 de desembre, per la qual es modifica la Llei orgànica 2/2006, de 3 de maig, d'Educació), també coneguda com a Llei Celaá, pel cognom de la ministra d'Educació, Isabel Celaá, és la nova llei orgànica que regeix el sistema educatiu espanyol en substitució de la LOMCE de 2013. Va ser aprovada en primera instància pel Congrés dels Diputats el 19 de novembre de 2020 amb 177 vots a favor (es necessitaven 176 com a llei orgànica), 148 en contra i 17 abstencions, passant a continuació al Senat. La majoria dels partits independentistes (JxCat, PDeCat, CUP, Bildu i BNG) es van abstenir principalment perquè no blindava la immersió lingüística o perquè no suposava una millora del model d’escola pública ni un canvi a favor de la seva laïcitat. El Senat la va votar favorablement el 23 de desembre sense introduir cap modificació per 142 vots a favor, 112 en contra i 9 abstencions pel que va quedar aprovada definitivament.
La LOMLOE va ser impulsada per les dues forces polítiques d'esquerres sòcies de govern (PSOE i Unides Podem) i va rebre el suport de partits independentistes, regionalistes i d'esquerres, i va ser rebutjada de manera contundent per la dreta i ultradreta espanyola (PP, Cs i Vox) que van anunciar que la portarien davant el Tribunal Constitucional per considerar que violava la Constitució espanyola de 1978. Un recurs d'inconstitucionalitat al qual ha mostrat el seu suport la Conferència Episcopal Espanyola que s'ha queixat de la manca de consens polític i pel tracte residual de la l'assignatura de religió.

## Polèmiques
Una de les primeres polèmiques que van sorgir va girar entorn l'idioma de l'ensenyament. El 29 de març de 2021, el Tribunal Superior de Justícia de Catalunya (TSJC) va considerar en dues sentències que la llei Celaá no blinda pas el català com a llengua vehicular a Catalunya ja que van interpretar que el «caràcter de llengua vehicular del castellà en el model educatiu català deriva directament de la Constitució espanyola».
A la llei s'advoca per la supressió progressiva dels centres d'educació especial. Alguns pedagogs i famílies ho han vist com un pas per a la plena integració de tots els alumnes dins del mateix sistema, mentre que d'altres consideren que els infants amb necessitats educatives especials no estan tan ben atesos a les aules ordinàries, sense especialistes i amb menys recursos.
El sistema d'avaluació ha estat criticat per massa burocràtic, ja que detalla un excés d'ítems que la majoria de docents considera inaplicable amb el nombre d'alumnes per classe, apart que té més pes el perfil de sortida dels estudiants, un fet que es considera resultadista. La llei afavoreix la impartició de matèries per àmbits afins, una mesura que té partidaris (es redueix el nombre de docents per grup i s'augmenten les connexions entre assignatures) però també detractors (per la pèrdua de professors especialistes en cada camp del coneixement).